# Khorgas

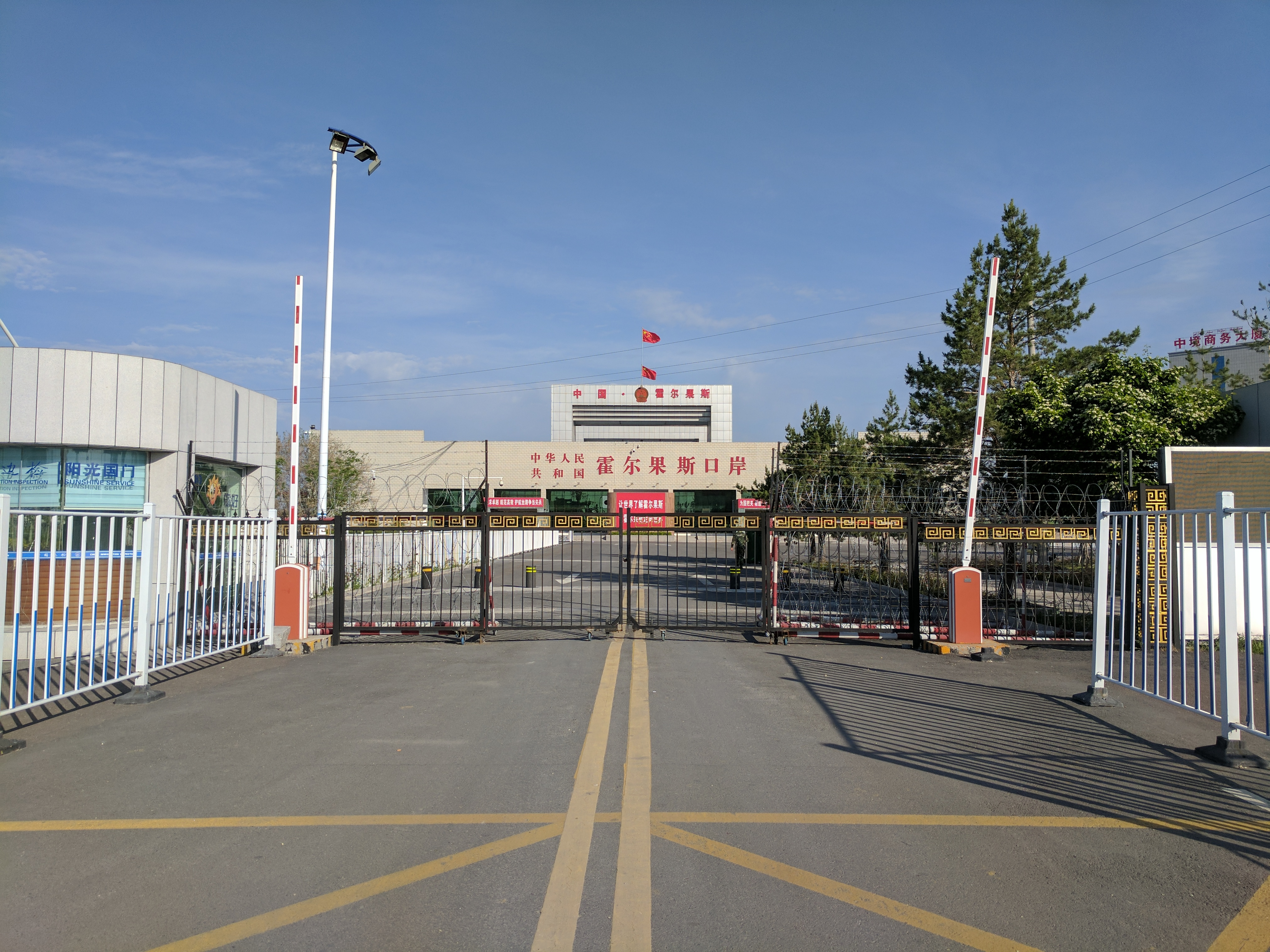
Gränsgrinden, på den kinesiska sidan

Khorgas (Kina), respektive Khorgos (Kazakstan), (kinesiska: 霍尔果斯市, pinyin: Huò'ěrguǒsī, uiguriska: قورغاس شەھىرى) är namnet på två grannstäder i Kina och Kazakstan. De ligger omedelbart vid gränsen mellan länderna, den kinesiska i prefekturen Ili i den autonoma regionen Xinjiang och den kazanska i provinsen Almaty.
Orten på den kazakiska sidan av gränsen, på kazakiska: Қорғас och på ryska: Хоргос har en järnvägsstationen med namnet Altynkol (ryska: Алтынколь).
Khorgosområdet i Kina och Kazakstan är en viktig länk av den under senare år uppbyggda Nya eurasiska landbryggan. Det ligger 200 kilometer från det historiskt betydelsefulla Dzungarianpasset, med gränsövergång mellan Kina och Kazakstan. Khorgos har en visumfri ekonomisk handelszon över gränsen, en torrhamn för godshantering och nyuppbyggda städer på ömse sidor av gränsen.

## Järnvägar
Den normalspåriga Jinghe–Yining–Khorgosjärnvägen byggdes klar 2009 och erbjuder järnvägsförbindelse från Ürümqi och Yining till Khorgas. Passagerartåg började gå 2010 från Ürümqi till Yining
och från 2013 hela vägen till Khorgas. 
År 2011 färdigställdes en 293 kilometer lång bredspårig järnväg från gränsen vid Khorgas till Zhetygenterminalen nära Almaty) och i december 2012 sammanknöts spåren i Kina och Kazakstan. Omlastning av containrar mellan godsvagnar sker i torrhamnen Khorgos Gateway, som ligger på den kazakiska sidan.